# Kieran Bew
Kieran Bew (Hartlepool, Inglaterra, 10 de agosto de 1980) es un actor británico.

## Biografía
Se entrenó en el London Academy of Music and Dramatic Art "LAMDA".

## Carrera
En el 2003 se unió al elenco principal de la película Hans Christian Andersen: My Life as a Fairy Tale donde interpretó a Hans Christian Andersen, un escritor y poeta danés.
Ese mismo año apareció como invitado en la popular serie de espías Spooks donde interpretó a Bryant.
En el 2004 obtuvo un papel secundario en la película AVP: Alien vs. Predator donde interpretó a Klaus, un miembro del equipo de exploración.
En el 2005 apareció por primera vez en la serie policíaca The Bill donde interpretó a Benjamin "Ben" Meadows, el hijo del detective Jack Meadows hasta el 2006.
Ese mismo año se unió al elenco de la película Green Street donde interpretó a Ike, un jugador de fútbol y miembro del "GSE".
En el 2007 interpretó a Ricky, un miembro de la banda de Mickey Steel en la película Rise of the Footsoldier.
En el 2008 se unió al elenco recurrente de la serie Crusoe donde interpretó a Nathan West hasta el 2009.
En el 2009 se unió al elenco recurrente de la serie Personal Affairs donde interpretó a Avi Gellman, el novio de Michelle "Midge" Lerner.
En el 2011 interpretó al joven Murray Stuart en la serie Waking the Dead. Ese mismo año apareció como invitado en la serie Silent Witness donde interpretó al teniente Stephen Lockford, anteriormente había aparecido por primera vez en la serie en el 2004 donde interpretó a Stephen Wiltshire durante los episodios "Body 21: Part 1 & 2".
En el 2013 se unió al elenco de la serie WPC 56 donde interpretó al detective inspector de la policía Jack Burns, hasta el final de la serie en el 2014.
En el 2014 se unió al elenco recurrente de la segunda temporada de la popular serie Da Vinci's Demons donde interpreta a Alfonso, Duque de Calabria, hasta ahora.
En agosto del 2015 se anunció que Kieran se había unido al elenco principal de la Beowulf donde dará vida al guerrero Beowulf.

## Filmografía

### Series de televisión
| Año         | Título                            | Personaje                  | Notas                         |
| ----------- | --------------------------------- | -------------------------- | ----------------------------- |
| 2017        | Doctor Who                        | Ivan                       | episodio "Oxygen"             |
| 2016        | Beowulf                           | Beowulf                    | 12 episodios - miniserie      |
| 2014 - 2015 | Da Vinci's Demons                 | Alfonso, Duque de Calabria | 8 episodios                   |
| 2013 - 2014 | WPC 56                            | Det. Insp. Jack Burns      | 6 episodios                   |
| 2012        | Dark Matters: Twisted But True    | Thomas Midgley Jr / Mesmer | 2 episodios                   |
| 2012        | The Bletchley Circle              | Empleado del Tren          | 2 episodios                   |
| 2012        | Whitechapel                       | Mace Driffield             | episodio # 3.5                |
| 2011        | Young James Herriot               | Desmond Murray             | episodio # 1.2 - miniserie    |
| 2011        | Inspector George Gently           | David Nugent               | episodio "Gently Upside Down" |
| 2011        | Waking the Dead                   | Murray Stuart              | 2 episodios                   |
| 2011        | Silent Witness                    | Lt. Stephen Lockford       | 2 episodios                   |
| 2009        | Personal Affairs                  | Avi Gellman                | 4 episodios                   |
| 2008 - 2009 | Crusoe                            | Nathan West                | 6 episodios                   |
| 2008        | Great Performances                | Soldado                    | episodio "King Lear"          |
| 2007        | The Street                        | Gary Parr                  | 2 episodios                   |
| 2007        | The Whistleblowers                | Luke Doughty               | episodio "Ghosts"             |
| 2007        | Midsomer Murders                  | Danny Twyman               | episodio "They Seek Him Here" |
| 2005 - 2006 | The Bill                          | Benjamin Meadows           | 6 episodios                   |
| 2005        | Hustle                            | Neil Davis                 | episodio "Missions"           |
| 2005        | M.I.T.: Murder Investigation Team | Gareth Frears              | episodio # 2.2                |
| 2003        | Where the Heart Is                | Rob Deyton                 | episodio "Archangel"          |
| 2003        | Spooks                            | Bryant                     | episodio # 2.8                |
| 2003        | Manchild                          | David Hynes                | episodio # 2.6                |
| 2002        | Bedtime                           | Oficial Smith              | 3 episodios                   |

### Películas
| Año  | Título                                           | Personaje               | Notas                                                                                        |
| ---- | ------------------------------------------------ | ----------------------- | -------------------------------------------------------------------------------------------- |
| 2013 | Miriam                                           | Vecino                  | corto - junto a Roger Lloyd Pack, Claire Goose, Karen Lewis y Annabel Parsons                |
| 2013 | Et In Motorcadia Ego!                            | Harbinger               | cortometraje                                                                                 |
| 2013 | The Busker & the Coin                            | Él                      | corto - junto a Jack Bennett, Claire Redcliffe, Abigail McKern, Karl Howman y Jasmine Njenga |
| 2008 | King Lear                                        | Soldado                 | junto a Ian McKellen, Frances Barber, Romola Garai, Peter Hinton y Jonathan Hyde             |
| 2008 | 1234                                             | Billy Nixon             | junto a Lyndsey Marshal, Mathew Baynton, Luke Rutherford y Matthew Sim                       |
| 2008 | Slapper                                          | -                       | corto - junto a Iain Glen, Cal Macaninch, Bill Nighy, Peter Wight y Benedict Wong            |
| 2007 | Rise of the Footsoldier                          | Ricky                   | junto a Ricci Harnett, Terry Stone, Craig Fairbrass, Neil Maskell y Billy Murray             |
| 2005 | Green Street Hooligans                           | Ike                     | junto a Elijah Wood, Charlie Hunnam, Claire Forlani, Marc Warren, Leo Gregory y Geoff Bell   |
| 2004 | AVP: Alien vs. Predator                          | Klaus                   | junto a Sanaa Lathan, Raoul Bova, Lance Henriksen, Ewen Bremner y Colin Salmon               |
| 2003 | Hans Christian Andersen: My Life as a Fairy Tale | Hans Christian Andersen | junto a Emily Hamilton, James Fox, Simon Callow, Steven Berkoff y Hugh Bonneville            |
| 2003 | Brush with Fate                                  | Adrian Kuypers          | junto a Ellen Burstyn, Glenn Close, Thomas Gibson, Phyllida Law y Kelly Macdonald            |
| 2001 | Shotgun Wedding                                  | Stag                    | corto - junto a Claudia Solti, Mark Rothman, Steve Osborne, Barry Aird y Kirsty Bushell      |

### Videojuegos
| Año  | Título                  | Notas                                    |
| ---- | ----------------------- | ---------------------------------------- |
| 2014 | Dragon Age: Inquisition | prestó su voz para las voces adicionales |
| 2013 | Ryse: Son of Rome       | prestó su voz para las voces adicionales |

### Narrador
| Año  | Programa                           | Notas    |
| ---- | ---------------------------------- | -------- |
| 2012 | Strictly Baby Disco                | narrador |
| 2011 | Gladiators: Rome Unwrapped         | narrador |
| 2011 | Julius Caesar: Rome Unwrapped      | narrador |
| 2011 | The Colosseum: Rome Unwrapped      | narrador |
| 2011 | The Real Caligula: Rome Unwrapped  | narrador |
| 2011 | Birth Of Rome: Rome Unwrapped      | narrador |
| 2011 | Ancient Superpower: Rome Unwrapped | narrador |
| 2011 | War Machine: Rome Unwrapped        | narrador |
| 2011 | Doomsday Pompeii: Rome Unwrapped   | narrador |
| 2011 | Engineering The Impossible: Egypt  | narrador |
| 2011 | Engineering The Impossible: Rome   | narrador |

### Teatro
| Año         | Obra                         | Personaje                 | Director (a)         | Teatro            | Notas                                         |
| ----------- | ---------------------------- | ------------------------- | -------------------- | ----------------- | --------------------------------------------- |
| 2012        | King Lear                    | Edmund                    | Michael Attenborough | Almeida Theatre   | junto a Richard Goulding                      |
| 2012        | After Miss Julie             | John                      | Natalie Abrahami     | Young Vic Theatre | junto a Natalie Dormer y Polly Frame          |
| 2011 - 2012 | Reasons to be Pretty         | Kent                      | Michael Attenborough | Almeida Theatre   | junto a Billie Piper, Sian Brooke y Tom Burke |
| 2011        | The Knot Of The Heart        | Brian                     | Michael Attenborough | Almeida Theatre   | junto a Lisa Dillon y Margot Leicester        |
| 2010        | Moscow Live                  | Richard                   | Jonathan Humphreys   | -                 | -                                             |
| 2009        | The House of Special Purpose | Yakunin                   | Howard Davies        | Minerva Theatre   | -                                             |
| 2005        | Richard II                   | Sir Piers Exton/Fitzwater | Trevor Nunn          | Old Vic Theatre   | -                                             |